# Auckland War Memorial Museum

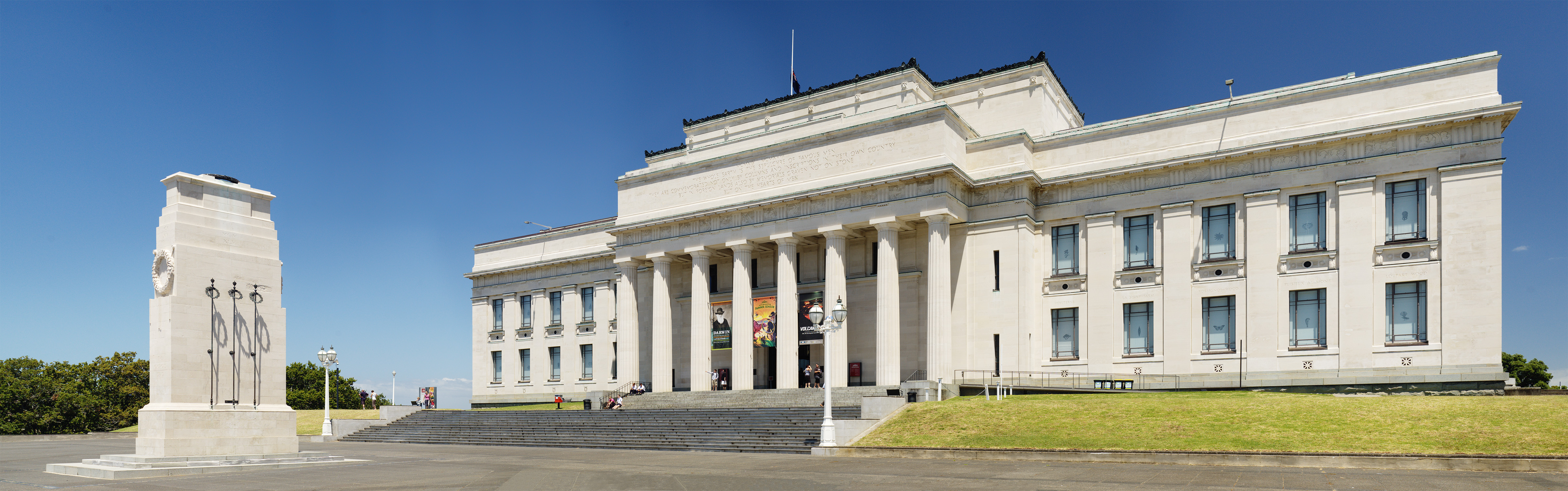
Eingangsportal des Auckland War Memorial Museums

Das Auckland War Memorial Museum, kurz auch: Auckland Museum (Māori: Tamaki Paenga Hira), ist das größte kulturhistorische und naturkundliche Museum in Auckland, Neuseeland. Es wird von dem New Zealand Historic Places Trust als Kulturdenkmal der höchsten Klasse eingestuft.

## Geschichte

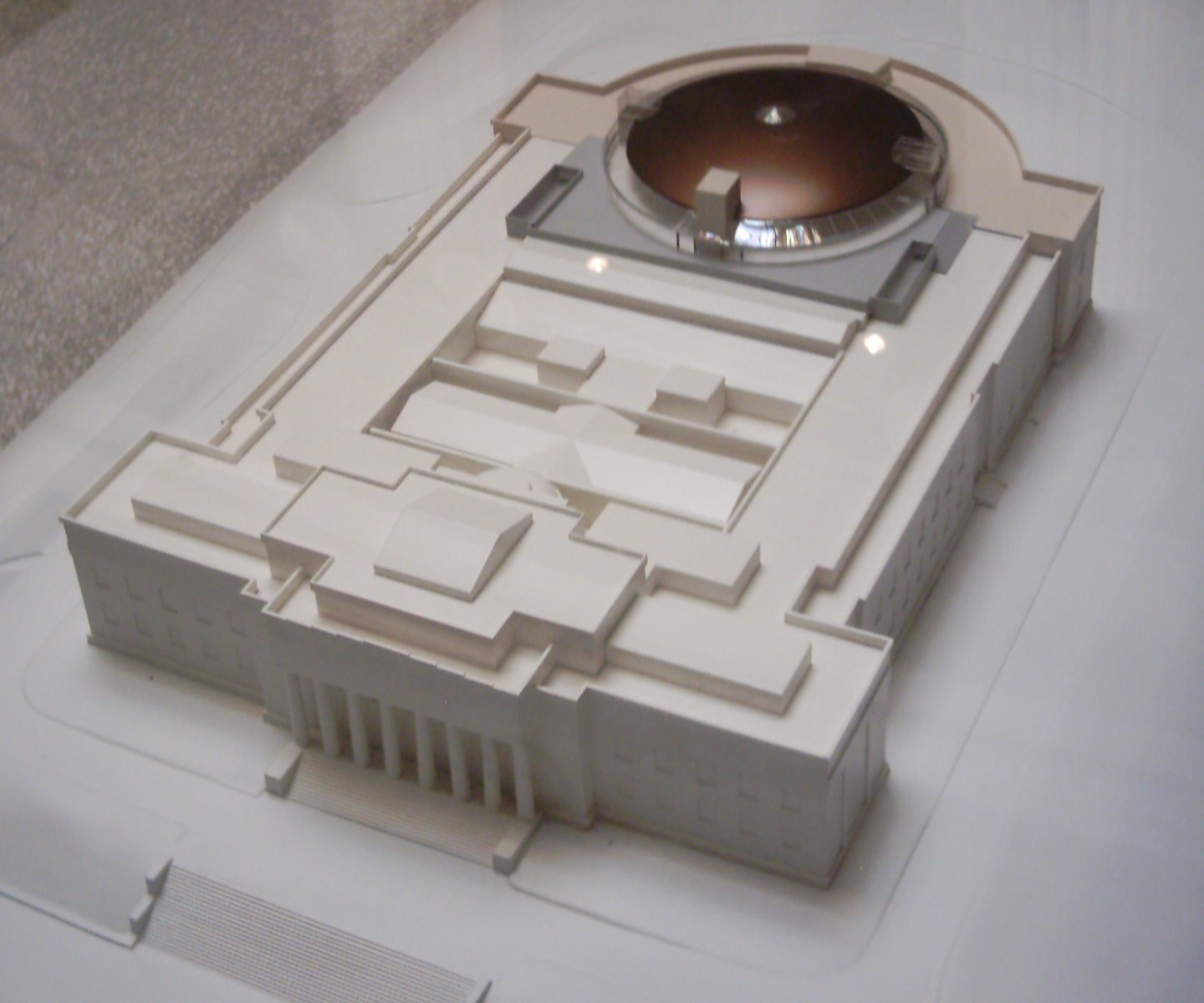
Modell des Museumsgebäudes – Anbauten von 1950 und 2000 rechts oben in grau

Das Gründungsjahr war 1852, somit ist es das älteste Museum des Landes. Das erste Museumsgebäude war ein Bauernhaus mit zwei Räumen in Grafton, einem Vorort von Auckland. 1869 erhielt das Museum einen Neubau in der Innenstadt von Auckland. Dort besuchte unter anderem Paul Gauguin die Sammlung, skizzierte einige Māori-Artefakte, die er später auch in einigen seiner Gemälde reproduzierte.
Nach dem Ersten Weltkrieg verschmolzen der Plan ein neues Museumsgebäude zu errichten und das Bedürfnis nach einer Gedenkstätte für die Teilnehmer des Krieges. Das Bauvorhaben wurde international in einem Architektenwettbewerb ausgeschrieben, der von dem Aucklander Büro Grierson, Aimer and Draffin gewonnen wurde, die das heutige Museumsgebäude im neoklassizistischen Stil ausführten. Es liegt in der Auckland Domain, auf einem grasbedeckten Hügel, einem ruhenden Vulkan, und wurde am 28. November 1929 eingeweiht. Das Museum wurde im Süden zwei Mal baulich erweitert: 1950 und 2000. Bis circa Mitte 2020 wird wieder in mehreren Bereichen des Museums umgebaut.

## Sammlungen

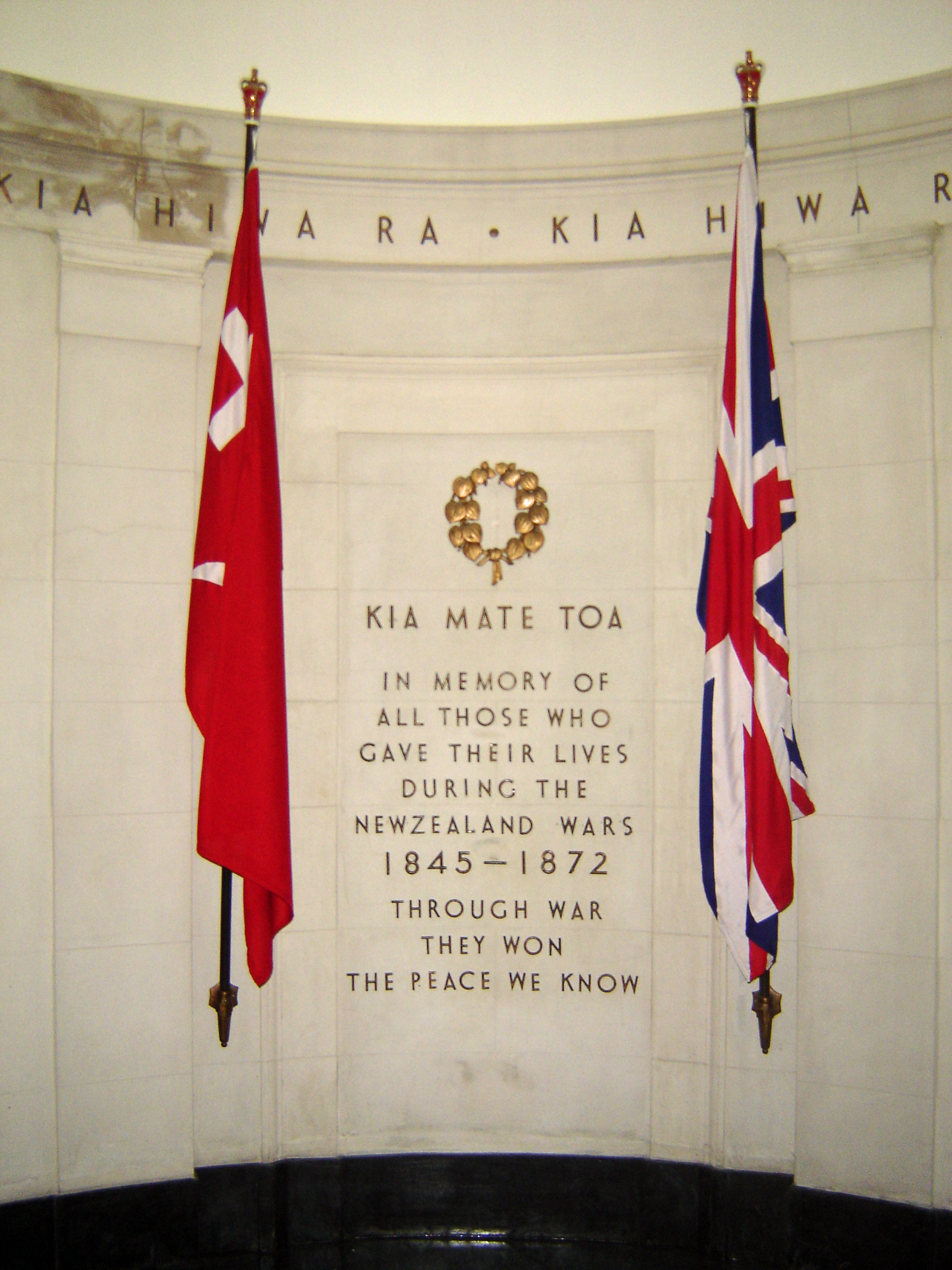
Kriegsgedenkstätte

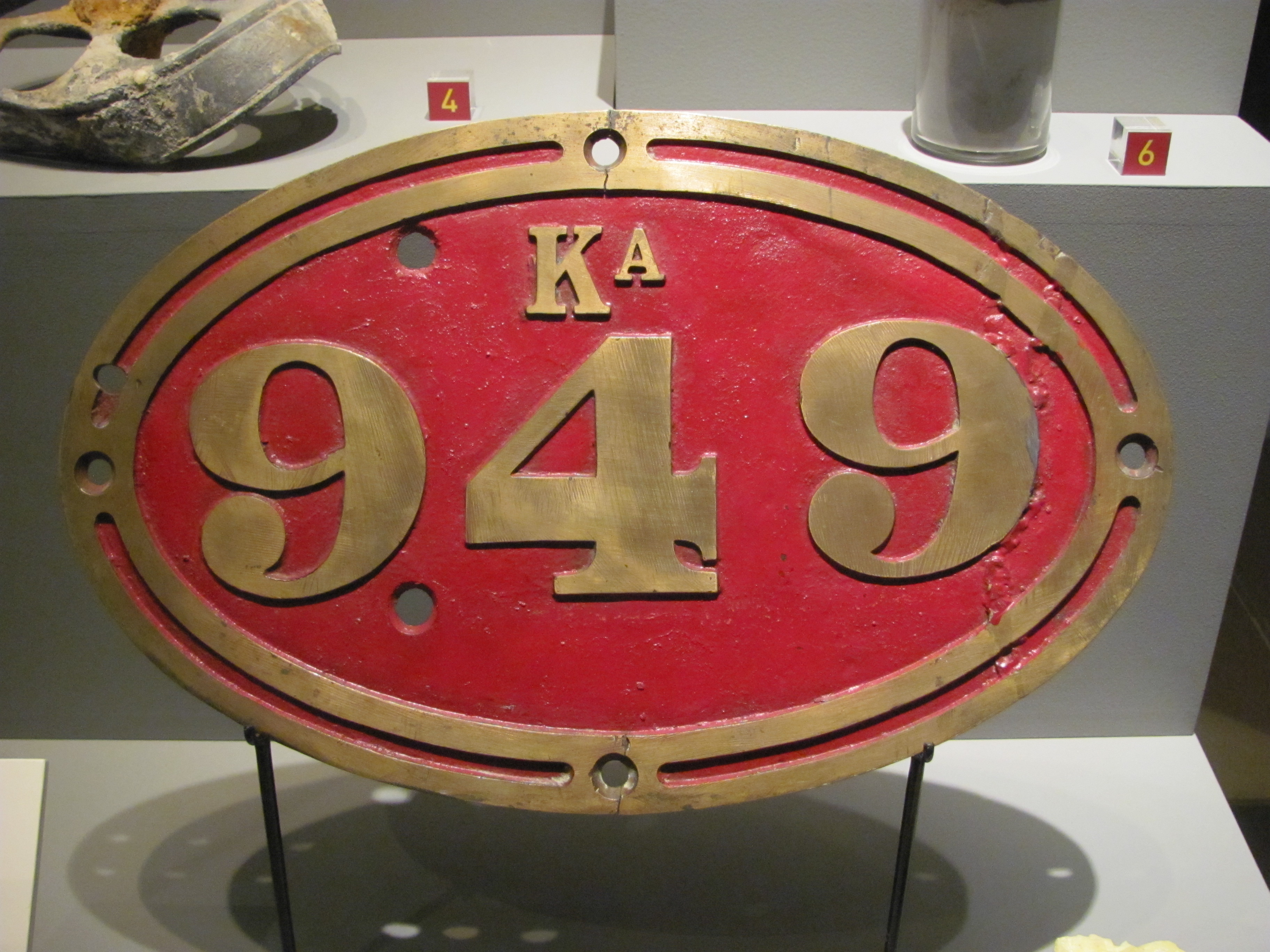
Nummernschild der Lokomotive des nach einem Vulkanausbruch durch einen Lahar 1953 im Eisenbahnunfall von Tangiwai verunglückten Zuges

Das Museum hat bedeutende Sammlungen, insbesondere zur Geschichte Neuseelands, der Kultur der Māori und den Kulturen des pazifischen Raumes. Zu den Sammlungen gehören unter anderem drei komplette Holzgebäude, darunter das Hotunui, ein traditionelles Versammlungshaus der Māori von 1878 aus der Region Thames und das Kriegskanu (Waka) Te Toki a Tapiri aus dem Jahr 1830.
Darüber hinaus gibt es historische und kunstgewerbliche Sammlungen sowie eine Kunstsammlung. Die kunstgewerbliche Sammlung ist die größte Neuseelands. Das Museum bewahrt den Nachlass von Sir Edmund Hillary, dem Erstbesteiger des Mount Everest.
Bedeutend ist weiter die naturkundliche Sammlung des Museums mit 1,5 Millionen Objekten aus Fauna, Botanik, Entomologie und Geologie. Ein Schwerpunkt der Ausstellung liegt auf der Gefahr von Erdbeben und Vulkanausbrüchen, besonders in der Bucht von Auckland. In einer Simulation werden Ausbruch eines Vulkans und Erdbeben in der Bucht von Auckland gezeigt, die die Besucher von einem nachgebauten Wohnzimmer eines Bungalows in Auckland erleben, einschließlich der durch das Erdbeben ausgelösten Schockwellen.
Die Bibliothek des Museums ist eine der drei größten zur Geschichte Neuseelands, die Fotosammlung umfasst 1,2 Millionen Aufnahmen.
Inzwischen sind über eine Million Stücke aus den Sammlungen digitalisiert und online einsehbar. Diese Online-Bibliothek wird regelmäßig aktualisiert.
Das Museum ist zugleich die zentrale Kriegsgedenkstätte für die Provinz von Auckland. Es zeigt dazu eine umfangreiche Ausstellung zu den Neuseelandkriegen, internen Kolonialkriegen im 19. Jahrhundert als auch zu den internationalen militärischen Auseinandersetzungen, an denen Neuseeland teilgenommen hat.
Die Museumsarbeit wird von 100 hauptberuflich Tätigen und 200 ehrenamtlichen Mitarbeitern betreut.

## Besucher
Jährlich zählt das Museum etwa eine halbe Million Besucher, darunter ca. 60.000 Schulkinder. Es ist eine der besucherstärksten Kultureinrichtungen Neuseelands.